# Pečeňany
Pečeňany é um município da Eslováquia, situado no distrito de Bánovce nad Bebravou, na região de Trenčín. Tem 6,63 km² de área e sua população em 2018 foi estimada em 510 habitantes. Foi citado pela primeira vez em documento oficial no ano de 1323.

## Demografia
| Ano:        | 1994 | 2004   | 2014   | 2024    |
| ----------- | ---- | ------ | ------ | ------- |
| Broj ljudi: | 465  | 469    | 450    | 545     |
| Razlika:    |      | +0,86% | -4,05% | +21,11% |

| Ano:               | 2023 | 2024   |
| ------------------ | ---- | ------ |
| Número de pessoas: | 541  | 545    |
| Diferença:         |      | +0,73% |